# Pancrácio II Bagratúnio
Pancrácio II Bagratúnio (em grego: Παγκράτιος, Pankrátios; em latim: Pancratius; em armênio: Բագրատ Բ Բագրատունի; em árabe: Buqrāṭ ibn Ashūṭ, lit. "Pancrácio, filho de Asócio"; m. após 851) foi um nobre armênio da dinastia bagrátida e o príncipe presidente ("príncipe dos príncipes") da Armênia árabe entre 830 e 851. Ele sucedeu seu pai, Asócio IV, como governante de Taraunitis em 826, e foi nomeado príncipe presidente pelo califa abássida em 830.
Em 849, ele começou uma rebelião aberta contra a autoridade abássida na Armênia. A rebelião provocou o enviou de Buga, o Velho para o país, que esmagou a revolta em uma campanha de três anos. Pancrácio foi traiçoeiramente capturado durante as negociações de 851 e levado cativo para a capital abássida de Samarra. Ele foi sucedido em Taraunitis por seus filhos, enquanto o título de príncipe presidente passou para sue sobrinho, o futuro rei Asócio I.

## Biografia

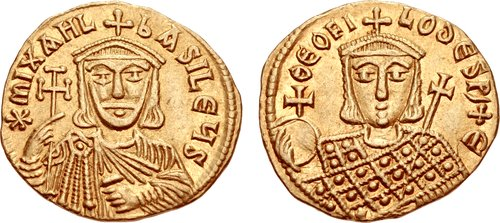
Soldo de r. e Teófilo r.

Pancrácio foi o filho mais velho de Asócio IV, que pelo tempo de sua morte em 826 tinha tomado controle de vastas porções da Armênia, e era reconhecido pelos califas abássidas como príncipe presidente (iscano) da Armênia. Após sua morte, Pancrácio e seu irmão Simbácio VIII dividiram a herança de seu pai entre si: Pancrácio tomou as regiões de Taraunitis, Cotaitas e Sassúnia, ou seja, os domínios de sua família no Eufrates Superior, enquanto Simbácio recebeu os territórios ancestrais em torno de Bagarana e do rio Araxes. Em um esforço calculado para manter os dois irmãos divididos, o governo abássida separou a autoridade de Asócio e conferiu a Simbácio o título de comandante-em-chefe (asparapetes), enquanto Pancrácio foi nomeado príncipe presidente quatro anos após a morte de seu pai. Pancrácio foi também provavelmente o primeiro príncipe presidente a portar o título de "príncipe dos príncipes" (ishkhan ishkhanats) em vez de "príncipe da Armênia".

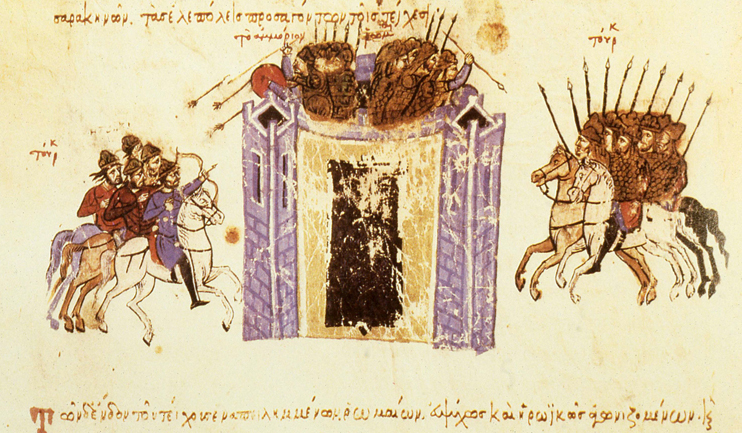
Iluminura do Escilitzes de Madri retratando o Cerco de Amório, o principal feito da expedição de Almotácime em solo bizantino

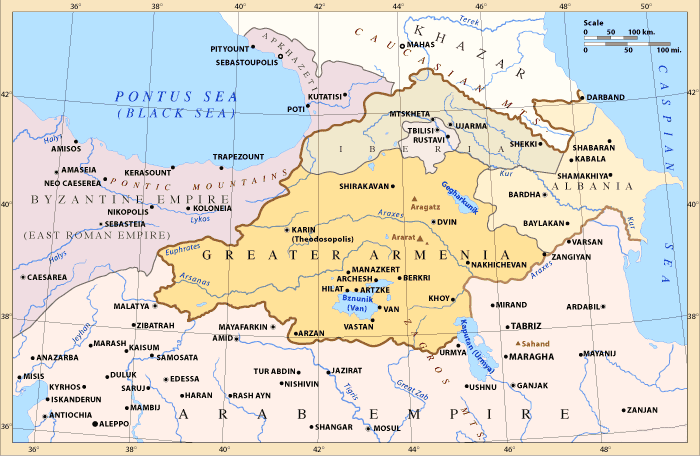
Emirado da Armênia

Os cálculos abássidas mostraram-se corretos, com os dois irmãos gastando muito tempo brigando um com o outro. Em 841, por exemplo, Pancrácio fez com que os bispos armênios depusessem o católico João IV, mas ele foi prontamente restabelecido em sua sé por Simbácio com a assistência de outros príncipes. No entanto, os príncipes armênios foram capazes de usar a preocupação do califado com a rebelião curramita de Pabeco para alcançar um significativo grau de autonomia durante este período. Simbácio, que tinha gastado tempo na corte califal como um refém, estava mais circunspecto que seu irmão sobre abertamente ameaçar o poder árabe, mas ambos estavam na verdade muito fracos para ameaçar seriamente a predominância abássida. Pancrácio ainda participou na grande campanha do califa Almotácime (r. 833–842) contra o Império Bizantino em 838, e chegou a participar na Batalha de Dazimo contra o imperador Teófilo (r. 829–842), mas em 841, sob a liderança do asparapetes Simbácio, os armênios revoltaram-se contra a nomeação de Calide ibne Iázide Axaibani, que em seus mandatos anteriores tinha se tornado enormemente impopular com os príncipes cristãos e árabes do país, como governador abássida. Os rebeldes conseguiram a reconvocação dele pelo califa e sua substituição pelo mais mais fraco e mais moderado Ali ibne Huceine, para quem os armênios não apenas recusavam entregar os tributos esperados, mas que eles prontamente bloquearam em sua capital, Barda.
Durante o reinado do califa Aluatique (r. 842–847), a Armênia permaneceu fora do controle abássida efetivo, mas a ascensão do energético Mutavaquil em 847 trouxe ao trono um governante determinado a reimpor a autoridade califal. Em 849, o califa nomeou um novo governador da Armênia, Abuçaíde Maomé Almaruazi. Quando Abuçaíde moveu-se para entrar no país com seu exército, contudo, ele foi encontrado na fronteira por emissários de Pancrácio com presentes e com o tributo prometido, num movimento calculado para evitar que os coletores de impostos árabes entrassem no país. Isso foi um ato de revolta aberta por Pancrácio, e Abuçaíde preferiu naquele momento retirar-se. No ano seguinte, Abuçaíde enviou dois senhores árabes locais, Alá ibne Amade Alasdi e Muça ibne Zurara, o último senhor de Arzena e marido da irmã de Pancrácio, para subjugar as províncias sulistas de Taraunitis e Vaspuracânia no pretexto de aumentar os impostos. Isso resultou em um conflito aberto entre os árabes e Pancrácio e o governante Arzerúnio de Vaspuracânia, Asócio I. Asócio derrotou Alá e expulsou-o de seu território, e então partiu para dar assistência a Pancrácio. Os exércitos armênios enfrentaram e derrotaram Muça próximo a capital de Taraunitis, Muxe, e perseguiram-nos até Balalexa, onde pararam devido as súplicas da mulher dele. Os armênios então começaram a massacrar os colonos árabes em Arzanena, instigando a intervenção do califa. Abuçaíde lançou uma nova expedição em 851, mas morreu no caminho, e seu filho, Iúçufe, assumiu a liderança da expedição califal. A chegada do exército abássida em seus territórios levou Asócio Arzerúnio a preferir um paz separada com os árabes, forçando Pancrácio a também entrar em negociações. Durante as conversações, contudo, com a conivência de seu irmão Simbácio VIII, ele foi capturado e levado para a capital califal de Samarra.
A prisão de Pancrácio levou seus subordinados a matarem Iúçufe no ano seguinte. Mutavaquil respondeu enviando um grande exército sob o general turco Buga, o Velho ao país. Em três anos, Buga metodicamente reocupou e subjugou a província inteira, das regiões sulistas de Taraunitis e Vaspuracânia até os principados nortistas da Albânia e muito da Ibéria. Os príncipes da Armênia permaneceram divididos e focaram-se em suas rivalidades pessoais, facilitando a reconquista abássida ao lutarem ao lado das tropas califais e entregarem seus rivais ao cativeiro. A reimposição da autoridade abássida foi também marcada por 10 mil execuções entre a população masculina combatente, não poupando as famílias principescas, cristãs ou muçulmanas: pelo tempo do retorno de Buga para Samarra em 855, muitas dos príncipes da Armênia estavam cativos na corte do califa ao lado de seus filhos. No entanto, gradualmente, os príncipes armênios foram libertados e suas terras retornaram para eles ou seus filhos: Pancrácio foi sucedido por seus filhos Asócio II e Davi como governantes de Taraunitis, embora uma porção da região parece ter sido passada para um membro da família Arzerúnio, Gurgenes I, o filho de Abu Belje. O título de asparapetes foi concedido a Asócio V Bagratúnio, filho de Simbácio, que em 862 tornou-se "príncipe dos príncipes", levanto posteriormente ao estabelecimento do virtualmente independente Reino Bagrátida da Armênia em 884.